# Kammertänzer
Kammertänzer bzw. Kammertänzerin ist ein Ehrentitel für Tänzer, der die bisherige künstlerische Arbeit unabhängig von Alter und Engagementszeiten bzw. das Lebenswerk auszeichnet. Der Titel wird in der Bundesrepublik Deutschland üblicherweise auf Intendanz-Vorschlag von staatlichen, städtischen bzw. gesellschaftlichen Institutionen verliehen.

## Ähnliche Titel
- Kammersänger, Kammerschauspieler, Staatsschauspieler, Kammermusiker, Kammervirtuose